# Devotio
Devotio е култовата саможертва на Боговете в Древен Рим.
Предадени са devotiones на тримата Деции от последвали генерации.
По време на битка генерълът обещава на Боговете от подземния свят, че ще се саможертва, ако всичките врагове също бъдат убити заедно с него.
Облича по заповед на свещеника toga praetexta, закрива си главата, слага ръка на брадата си и ляга върху копие. Тогава казва една Devotio- формула:
legiones auxiliaque hostium mecum Deis Manibus Tellurique devoveo. 
Саможертвали се от фамилията Деции са:
Публий Деций Муз, в битката при Везувий против латините през 339 пр.н.е.. Неговият син и внук със същото име също се саможертват по-късно през 295 пр.н.е. и 279 пр.н.е.